# 2022–2023-as UEFA Európa Konferencia Liga (egyenes kieséses szakasz)
A 2022–2023-as UEFA Európa Konferencia Liga egyenes kieséses szakasza 2023. február 16-án kezdődött és június 7-én ért véget. Az egyenes kieséses szakaszban az UEFA Európa Konferencia Liga csoportkörének első és második helyezettjei és az Európa-liga csoportkörének harmadik helyezettjei vettek részt.

## Lebonyolítás
A döntő kivételével mindegyik mérkőzés oda-visszavágós rendszerben zajlott. A két találkozó végén az összesítésben több gólt szerző csapat jutott tovább a következő körbe. Ha az összesítésnél az eredmény döntetlen volt, akkor 30 perces hosszabbítást következett  a második mérkőzés rendes játékidejének lejárta után. Ha a 2×15 perces hosszabbítás után is egyenlő volt az állás, akkor büntetőpárbajra került sor. A döntőben a győztesről egy mérkőzés döntött.

## Fordulók és időpontok
A mérkőzések időpontjai a következők voltak:
| Forduló                     | Sorsolás dátuma   | 1. mérkőzés                           | 2. mérkőzés                           |
| --------------------------- | ----------------- | ------------------------------------- | ------------------------------------- |
| Rájátszás a nyolcaddöntőért | 2022. november 7. | 2023. február 16.                     | 2023. február 23.                     |
| Nyolcaddöntők               | 2023. február 24. | 2023. március 9.                      | 2023. március 16.                     |
| Negyeddöntők                | 2023. március 17. | 2023. április 13.                     | 2023. április 20.                     |
| Elődöntők                   | 2023. március 17. | 2023. május 11.                       | 2023. május 18.                       |
| Döntő                       | 2023. március 17. | 2023. június 7., Fortuna Aréna, Prága | 2023. június 7., Fortuna Aréna, Prága |

## Résztvevők
Az UEFA Európa Konferencia Liga csoportkörének első helyezettjei a nyolcaddöntőbe jutottak. Az UEFA Európa Konferencia Liga csoportkörének második helyezettjei és az Európa-liga csoportkörének harmadik helyezettjei a nyolcaddöntő rájátszásába kerültek.
A nyolcaddöntő rájátszásának és a nyolcaddöntő sorsolása során egy kiemelt csapat mellé egy nem kiemelt csapatot sorsoltak. Figyelembe vették, hogy azonos tagországba tartozó, illetve az azonos csoportból továbbjutók nem szerepelhettek egymás ellen. A nem kiemelt csapatok játszották az első mérkőzést hazai pályán.

Az UEFA Európa Konferencia Liga csoportkörének első és második helyezettjei
| Csoport   | Csoportelső (nyolcaddöntős) | Csoportmásodik (kiemelt a nyolcaddöntő rájátszásában) |
| --------- | --------------------------- | ----------------------------------------------------- |
| A csoport | İstanbul Başakşehir         | Fiorentina                                            |
| B csoport | West Ham United             | Anderlecht                                            |
| C csoport | Villarreal                  | Lech Poznań                                           |
| D csoport | Nice                        | Partizan                                              |
| E csoport | AZ Alkmaar                  | Dnipro-1                                              |
| F csoport | Djurgårdens IF              | Gent                                                  |
| G csoport | Sivasspor                   | CFR Cluj                                              |
| H csoport | Slovan Bratislava           | Basel                                                 |

Az Európa-liga csoportkörének harmadik helyezettjei
| Csoport   | Csoportharmadik (nem kiemelt a nyolcaddöntő rájátszásában) |
| --------- | ---------------------------------------------------------- |
| A csoport | Bodø/Glimt                                                 |
| B csoport | AÉK Lárnakasz                                              |
| C csoport | Ludogorec Razgrad                                          |
| D csoport | Braga                                                      |
| E csoport | Sheriff Tiraspol                                           |
| F csoport | Lazio                                                      |
| G csoport | Qarabağ                                                    |
| H csoport | Trabzonspor                                                |

## A nyolcaddöntő rájátszása
A nyolcaddöntő rájátszásának sorsolását 2022. november 7-én, 14 órától tartották. Az első mérkőzéseket 2023. február 16-án, a második mérkőzéseket február 23-án játszották.

### Párosítások
| 1. csapat         | Össz.        | 2. csapat   | 1. mérk. | 2. mérk.   |
| ----------------- | ------------ | ----------- | -------- | ---------- |
| Qarabağ           | 1–1 (t. 3–5) | Gent        | 1–0      | 0–1 (h.u.) |
| Trabzonspor       | 1–2          | Basel       | 1–0      | 0–2        |
| Lazio             | 1–0          | CFR Cluj    | 1–0      | 0–0        |
| Bodø/Glimt        | 0–1          | Lech Poznań | 0–0      | 0–1        |
| Braga             | 2–7          | Fiorentina  | 0–4      | 2–3        |
| AÉK Lárnakasz     | 1–0          | Dnipro-1    | 1–0      | 0–0        |
| Sheriff Tiraspol  | 3–2          | Partizan    | 0–1      | 3–1        |
| Ludogorec Razgrad | 2–2 (t. 0–3) | Anderlecht  | 1–0      | 1–2 (h.u.) |

### Mérkőzések
| 2023. február 16. 18:45 (21:45 AZT) |

| Qarabağ     | 1–0               | Gent |
| ----------- | ----------------- | ---- |
| Andrade 78' | (0–0) Jegyzőkönyv |      |

| Tofik Bahramov Stadion, Baku Játékvezető: Mohammed Al-Hakim (svéd) |

| 2023. február 23. 21:00 |

| Gent                                   | 1–0 (h. u.)                 | Qarabağ                          |
| -------------------------------------- | --------------------------- | -------------------------------- |
| Orban 74'                              | (0–0, 1–0, 1–0) Jegyzőkönyv |                                  |
| Büntetőpárbaj                          |                             |                                  |
| De Sart Orban Marreh Mitriță Van Daele | 5–3                         | Richard Diakhaby Bayramov Benzia |

| Ghelamco Arena, Gent Játékvezető: William Collum (skót) |

| 2023. február 16. 18:45 (20:45 TRT) |

| Trabzonspor        | 1–0               | Basel |
| ------------------ | ----------------- | ----- |
| Stryger Larsen 65' | (0–0) Jegyzőkönyv |       |

| Şenol Güneş Sports Complex, Trabzon Játékvezető: Donatas Rumšas (litván) |

| 2023. február 23. 21:00 |

| Basel                  | 2–0               | Trabzonspor |
| ---------------------- | ----------------- | ----------- |
| Amdouni 13' Zeqiri 76' | (1–0) Jegyzőkönyv |             |

| St. Jakob-Park, Bázel Játékvezető: Antonio Mateu Lahoz (spanyol) |

| 2023. február 16. 21:00 |

| Lazio          | 1–0               | CFR Cluj |
| -------------- | ----------------- | -------- |
| Immobile 45+4' | (1–0) Jegyzőkönyv |          |

| Olimpiai Stadion, Róma Játékvezető: Craig Pawson (angol) |

| 2023. február 23. 18:45 (19:45 EET) |

| CFR Cluj | 0–0         | Lazio |
| -------- | ----------- | ----- |
|          | Jegyzőkönyv |       |

| Stadionul Dr. Constantin Rădulescu, Kolozsvár Játékvezető: Felix Zwayer (német) |

| 2023. február 16. 18:45 |

| Bodø/Glimt | 0–0         | Lech Poznań |
| ---------- | ----------- | ----------- |
|            | Jegyzőkönyv |             |

| Aspmyra Stadion, Bodø Játékvezető: Harald Lechner (osztrák) |

| 2023. február 23. 21:00 |

| Lech Poznań | 1–0               | Bodø/Glimt |
| ----------- | ----------------- | ---------- |
| Ishak 63'   | (0–0) Jegyzőkönyv |            |

| Stadion Poznań, Poznań Játékvezető: Nikola Dabanović (montenegrói) |

| 2023. február 16. 18:45 (17:45 WET) |

| Braga | 0–4               | Fiorentina                     |
| ----- | ----------------- | ------------------------------ |
|       | (0–1) Jegyzőkönyv | Jović 45+1' 60' Cabral 79' 90' |

| Braga városi stadion, Braga Játékvezető: Carlos del Cerro Grande (spanyol) |

| 2023. február 23. 21:00 |

| Fiorentina                             | 3–2               | Braga                |
| -------------------------------------- | ----------------- | -------------------- |
| Mandragora 37' Saponara 58' Cabral 83' | (1–2) Jegyzőkönyv | Castro 16' Djaló 34' |

| Artemio Franchi Stadion, Firenze Játékvezető: Benoît Bastien (francia) |

| 2023. február 16. 21:00 (22:00 EET) |

| AÉK Lárnakasz | 1–0               | Dnipro-1 |
| ------------- | ----------------- | -------- |
| García 84'    | (0–0) Jegyzőkönyv |          |

| AEK Arena–Georgios Karapatakis, Lárnaka Játékvezető: Jakob Kehlet (dán) |

| 2023. február 23. 18:45 |

| Dnipro-1 | 0–0         | AÉK Lárnakasz |
| -------- | ----------- | ------------- |
|          | Jegyzőkönyv |               |

| Košická futbalová aréna, Kassa, Szlovákia Játékvezető: Andris Treimanis (lett) |

| 2023. február 16. 21:00 (22:00 EET) |

| Sheriff Tiraspol | 0–1               | Partizan          |
| ---------------- | ----------------- | ----------------- |
|                  | (0–1) Jegyzőkönyv | Ricardo Gomes 45' |

| Zimbru Stadion, Chișinău Játékvezető: Harm Osmers (német) |

| 2023. február 23. 18:45 |

| Partizan  | 1–3               | Sheriff Tiraspol          |
| --------- | ----------------- | ------------------------- |
| Menig 13' | (1–2) Jegyzőkönyv | Badolo 22' Diop 45+1' 47' |

| Partizan Stadion, Belgrád Játékvezető: Andreas Ekberg (svéd) |

| 2023. február 16. 21:00 (22:00 EET) |

| Ludogorec Razgrad | 1–0               | Anderlecht |
| ----------------- | ----------------- | ---------- |
| Thiago 9'         | (1–0) Jegyzőkönyv |            |

| Ludogorec Aréna, Razgrad Játékvezető: Duje Strukan (horvát) |

| 2023. február 23. 18:45 |

| Anderlecht                        | 2–1 (h. u.)                 | Ludogorec Razgrad   |
| --------------------------------- | --------------------------- | ------------------- |
| Russo 13' (öngól) Verschaeren 68' | (1–0, 2–1, 2–1) Jegyzőkönyv | Thiago 71'          |
| Büntetőpárbaj                     |                             |                     |
| Refaelov Vertonghen Verschaeren   | 3–0                         | Pipa Yankov Naressi |

| Constant Vanden Stock Stadion, Brüsszel Játékvezető: Daniel Siebert (német) |

## Nyolcaddöntők
A nyolcaddöntők sorsolását 2023. február 24-én, 13 órától tartották. Az első mérkőzéseket március 9-én, a második mérkőzéseket március 16-án játszották.

### Párosítások
| 1. csapat        | Össz.        | 2. csapat           | 1. mérk. | 2. mérk. |
| ---------------- | ------------ | ------------------- | -------- | -------- |
| AÉK Lárnakasz    | 0–6          | West Ham United     | 0–2      | 0–4      |
| Fiorentina       | 5–1          | Sivasspor           | 1–0      | 4–1      |
| Lazio            | 2–4          | AZ Alkmaar          | 1–2      | 1–2      |
| Lech Poznań      | 5–0          | Djurgårdens IF      | 2–0      | 3–0      |
| Basel            | 4–4 (t. 4–1) | Slovan Bratislava   | 2–2      | 2–2      |
| Sheriff Tiraspol | 1–4          | Nice                | 0–1      | 1–3      |
| Anderlecht       | 2–1          | Villarreal          | 1–1      | 1–0      |
| Gent             | 5–2          | İstanbul Başakşehir | 1–1      | 4–1      |

### Mérkőzések
| 2023. március 9. 18:45 (19:45 EET) |

| AÉK Lárnakasz | 0–2               | West Ham United   |
| ------------- | ----------------- | ----------------- |
|               | (0–2) Jegyzőkönyv | Antonio 36' 45+1' |

| AEK Arena – Georgios Karapatakis, Lárnaka Játékvezető: Espen Eskås (norvég) |

| 2023. március 16. 21:00 (20:00 GMT) |

| West Ham United                       | 4–0               | AÉK Lárnakasz |
| ------------------------------------- | ----------------- | ------------- |
| Scamacca 21' Bowen 46' 49' Mubama 65' | (1–0) Jegyzőkönyv |               |

| London Stadion, London Játékvezető: Georgi Kabakov (bolgár) |

| 2023. március 9. 21:00 |

| Fiorentina | 1–0               | Sivasspor |
| ---------- | ----------------- | --------- |
| Barák 69'  | (0–0) Jegyzőkönyv | Gradel    |

| Artemio Franchi Stadion, Firenze Játékvezető: Enea Jorgji (albán) |

| 2023. március 16. 18:45 (19:45 TRT) |

| Sivasspor     | 1–4               | Fiorentina                                                   |
| ------------- | ----------------- | ------------------------------------------------------------ |
| Yeşilyurt 35' | (1–1) Jegyzőkönyv | Cabral 44' Milenković 62' Goutas 78' (öngól) Castrovilli 89' |

| Új Sivas 4 Eylül Stadion, Sivas Játékvezető: Nikola Dabanović (montenegrói) |

| 2023. március 7. 18:45 |

| Lazio     | 1–2               | AZ Alkmaar               |
| --------- | ----------------- | ------------------------ |
| Pedro 18' | (1–1) Jegyzőkönyv | Pavlidisz 45' Kerkez 62' |

| Olimpiai Stadion, Róma Játékvezető: Glenny Nyberg (svéd) |

| 2023. március 16. 21:00 |

| AZ Alkmaar                | 2–1               | Lazio               |
| ------------------------- | ----------------- | ------------------- |
| Karlsson 28' Pavlidis 62' | (1–1) Jegyzőkönyv | Felipe Anderson 21' |

| AFAS Stadion, Alkmaar Játékvezető: Matej Jug (szlovén) |

| 2023. március 9. 21:00 |

| Lech Poznań               | 2–0               | Djurgårdens IF |
| ------------------------- | ----------------- | -------------- |
| Milić 39' Marchwiński 82' | (1–0) Jegyzőkönyv |                |

| Stadion Poznań, Poznań Játékvezető: Stéphanie Frappart (francia) |

| 2023. március 16. 18:45 |

| Djurgårdens IF | 0–3               | Lech Poznań                                    |
| -------------- | ----------------- | ---------------------------------------------- |
|                | (0–0) Jegyzőkönyv | Marchwiński 77' Kvekveskiri 90+1' Skóraś 90+2' |

| Tele2 Arena, Stockholm Játékvezető: Duje Strukan (horvát) |

| 2023. március 9. 21:00 |

| Basel                 | 2–2               | Slovan Bratislava           |
| --------------------- | ----------------- | --------------------------- |
| Amdouni 6' Zeqiri 40' | (2–1) Jegyzőkönyv | Medvegyev 17' Abubakari 70' |

| St. Jakob-Park, Bázel Játékvezető: Rade Obrenović (szlovén) |

| 2023. március 16. 18:45 |

| Slovan Bratislava       | 2–2 (h. u.)                 | Basel                         |
| ----------------------- | --------------------------- | ----------------------------- |
| Abubakari 10' Kucka 17' | (2–0, 2–2, 2–2) Jegyzőkönyv | Calafiori 53' Amdouni 90+3'   |
| Büntetőpárbaj           |                             |                               |
| Kucka Barseghyan Lovat  | 1–4                         | Diouf Amdouni Calafiori Males |

| Tehelné pole, Pozsony Játékvezető: Jakob Kehlet (dán) |

| 2023. március 9. 18:45 (19:45 EET) |

| Sheriff Tiraspol | 0–1               | Nice          |
| ---------------- | ----------------- | ------------- |
|                  | (0–1) Jegyzőkönyv | Amraoui 45+3' |

| Sheriff Stadion, Tiraspol Játékvezető: Aliyar Aghayev (azerbajdzsáni) |

| 2023. március 16. 21:00 |

| Nice                              | 3–1               | Sheriff Tiraspol |
| --------------------------------- | ----------------- | ---------------- |
| Laborde 30' Moffi 53' Brahimi 79' | (1–0) Jegyzőkönyv | Tapsoba 54'      |

| Allianz Riviera, Nizza Játékvezető: Lawrence Visser (belga) |

| 2023. március 9. 18:45 |

| Anderlecht | 1–1               | Villarreal    |
| ---------- | ----------------- | ------------- |
| Dreyer 57' | (0–1) Jegyzőkönyv | Trigueros 28' |

| Constant Vanden Stock Stadion, Brüsszel Játékvezető: Bartosz Frankowski (lengyel) |

| 2023. március 16. 21:00 |

| Villarreal | 0–1               | Anderlecht   |
| ---------- | ----------------- | ------------ |
|            | (0–0) Jegyzőkönyv | Szlimani 73' |

| Estadio El Madrigal, Villarreal Játékvezető: Marco Di Bello (olasz) |

| 2023. március 9. 21:00 |

| Gent      | 1–1               | İstanbul Başakşehir |
| --------- | ----------------- | ------------------- |
| Orban 35' | (1–1) Jegyzőkönyv | Okaka 16'           |

| Ghelamco Arena, Gent Játékvezető: Kristo Tohver (észt) |

| 2023. március 15. 18:00 (20:00 TRT) |

| İstanbul Başakşehir | 1–4               | Gent                          |
| ------------------- | ----------------- | ----------------------------- |
| Januzaj 88'         | (0–4) Jegyzőkönyv | Orban 31' 32' 34' Cuypers 37' |

| Başakşehir Fatih Terim Stadion, Isztambul Játékvezető: Benoît Bastien (francia) |

## Negyeddöntők
A negyeddöntők sorsolását 2023. március 17-én, 15 órától tartották. Az első mérkőzéseket április 13-án, a második mérkőzéseket április 20-án játszották.

### Párosítások
| 1. csapat   | Össz.        | 2. csapat       | 1. mérk. | 2. mérk.   |
| ----------- | ------------ | --------------- | -------- | ---------- |
| Lech Poznań | 4–6          | Fiorentina      | 1–4      | 3–2        |
| Gent        | 2–5          | West Ham United | 1–1      | 1–4        |
| Anderlecht  | 2–2 (t. 1–4) | AZ              | 2–0      | 0–2 (h.u.) |
| Basel       | 4–3          | Nice            | 2–2      | 2–1 (h.u.) |

1. ↑  A sorsoláshoz képest a pályaválasztói jogot felcserélték.

### Mérkőzések
| 2023. április 13. 21:00 |

| Lech Poznań | 1–4               | Fiorentina                                       |
| ----------- | ----------------- | ------------------------------------------------ |
| Velde 20'   | (1–2) Jegyzőkönyv | Cabral 4' González 41' Bonaventura 58' Ikoné 63' |

| Poznańi Városi Stadion, Poznań Játékvezető: Irfan Peljto (bosznia-hercegovinai) |

| 2023. április 20. 21:00 |

| Fiorentina                   | 2–3               | Lech Poznań                               |
| ---------------------------- | ----------------- | ----------------------------------------- |
| Sottil 78' Castrovilli 90+2' | (0–1) Jegyzőkönyv | Sousa 9' Velde 65' (11-esből) Sobiech 69' |

| Artemio Franchi Stadion, Firenze Játékvezető: Rade Obrenovič (szlovén) |

| 2023. április 13. 21:00 |

| Gent        | 1–1               | West Ham United |
| ----------- | ----------------- | --------------- |
| Cuypers 57' | (0–1) Jegyzőkönyv | Ings 45+3'      |

| Ghelamco Aréna, Gent Játékvezető: Anasztásziosz Szidirópulosz (görög) |

| 2023. április 20. 21:00 (20:00 BST) |

| West Ham United                                 | 4–1               | Gent        |
| ----------------------------------------------- | ----------------- | ----------- |
| Antonio 37' 63' Paquetá 55' (11-esből) Rice 58' | (1–1) Jegyzőkönyv | Cuypers 26' |

| London Stadion, London Játékvezető: Orel Grinfeld (izraeli) |

| 2023. április 13. 21:00 |

| Anderlecht               | 2–0               | AZ |
| ------------------------ | ----------------- | -- |
| Murillo 22' Ashimeru 70' | (1–0) Jegyzőkönyv |    |

| Constant Vanden Stock Stadion, Anderlecht Játékvezető: Daniel Siebert (német) |

| 2023. április 20. 21:00 |

| AZ                                  | 2–0 (h. u.)                 | Anderlecht               |
| ----------------------------------- | --------------------------- | ------------------------ |
| Pavlidis 5' (11-esből) 13'          | (2–0, 2–0, 2–0) Jegyzőkönyv |                          |
| Büntetőpárbaj                       |                             |                          |
| Clasie Szugavara Reijnders Meerdink | 4–1                         | Vertonghen Kana Sardella |

| AFAS Stadion, Alkmaar Játékvezető: Davide Massa (olasz) |

| 2023. április 13. 21:00 |

| Basel                      | 2–2               | Nice            |
| -------------------------- | ----------------- | --------------- |
| Amdouni 26' (11-esből) 71' | (1–2) Jegyzőkönyv | Moffi 38' 45+1' |

| St. Jakob-Park, Bázel Játékvezető: Glenn Nyberg (svéd) |

| 2023. április 20. 21:00 |

| Nice        | 1–2 (h. u.)                 | Basel                 |
| ----------- | --------------------------- | --------------------- |
| Laborde 10' | (1–0, 1–1, 1–2) Jegyzőkönyv | Augustin 86' Nuhu 99' |

| Allianz Riviera, Nizza Játékvezető: Serdar Gözübüyük (holland) |

## Elődöntők
Az elődöntők sorsolását 2023. március 17-én tartották, a negyeddöntők sorsolását követően. Az első mérkőzéseket május 11-én, a második mérkőzéseket május 18-án játszották.

### Párosítások
| 1. csapat       | Össz. | 2. csapat | 1. mérk. | 2. mérk.   |
| --------------- | ----- | --------- | -------- | ---------- |
| Fiorentina      | 4–3   | Basel     | 1–2      | 3–1 (h.u.) |
| West Ham United | 3–1   | AZ        | 2–1      | 1–0        |

### Mérkőzések
| 2023. május 11. 21:00 |

| Fiorentina | 1–2               | Basel                   |
| ---------- | ----------------- | ----------------------- |
| Cabral 25' | (1–0) Jegyzőkönyv | Diouf 71' Amdouni 90+3' |

| Artemio Franchi Stadion, Firenze Játékvezető: François Letexier (francia) |

| 2023. május 18. 21:00 |

| Basel       | 1–3 (h. u.)                 | Fiorentina                    |
| ----------- | --------------------------- | ----------------------------- |
| Amdouni 55' | (0–1, 1–2, 1–2) Jegyzőkönyv | González 35' 72' Barák 120+9' |

| St. Jakob-Park, Bázel Játékvezető: José María Sánchez Martínez (spanyol) |

| 2023. május 11. 21:00 (20:00 BST) |

| West Ham United                     | 2–1               | AZ            |
| ----------------------------------- | ----------------- | ------------- |
| Benrahma 67' (11-esből) Antonio 76' | (0–1) Jegyzőkönyv | Reijnders 41' |

| London Stadion, London Játékvezető: Halil Umut Meler (török) |

| 2023. május 18. 21:00 |

| AZ | 0–1               | West Ham United |
| -- | ----------------- | --------------- |
|    | (0–0) Jegyzőkönyv | Fornals 90+4'   |

| AFAS Stadion, Alkmaar Játékvezető: Ivan Kružliak (szlovák) |

## Döntő
A döntőt 2023. június 7-én játszották a Fortuna Arénában, Prágában. A pályaválasztót 2023. március 17-én sorsolták, az elődöntők sorsolását követően.
| 2023. június 7. 21:00 |

| Fiorentina      | 1–2               | West Ham United                   |
| --------------- | ----------------- | --------------------------------- |
| Bonaventura 67' | (0–0) Jegyzőkönyv | Benráhma 62' (11-esből) Bowen 90' |

| Fortuna Aréna, Prága Nézőszám: 17 363 Játékvezető: Carlos del Cerro Grande (spanyol) |